# Harlem River Bridge
De Harlem River Bridge was een draaibrug voor spoorvoertuigen over de rivier Harlem in New York. De brug verbond de wijken Harlem en The Bronx. De brug werd gebruikt door de voormalige metrolijn Third Avenue Line, die door de Interborough Rapid Transit Company of IRT geëxploiteerd werd. Doordat de brug uit twee lagen bestond, kon lokaal spoorverkeer gescheiden worden van doorgaand spoorverkeer. Op de onderste laag was er ook plaats voor voetgangers.
De brug is in 1955 gesloopt nadat de spoorwegmaatschappij stopte met het spoorvervoer tussen Chatham Square en East 149th Street.